# Tabanus subfurvicaudus
Tabanus subfurvicaudus är en tvåvingeart som beskrevs av Wu och Xu 1992. Tabanus subfurvicaudus ingår i släktet Tabanus och familjen bromsar.
Artens utbredningsområde är Yunnan (Kina). Inga underarter finns listade i Catalogue of Life.